# リチャード・マーシャル (軍人)
リチャード・ジャクリーン・マーシャル（Richard Jaquelin Marshall, 1895年6月16日 - 1973年8月3日）は、アメリカ陸軍の軍人、最終階級は少将。
主として需品部門を歩み、第一次世界大戦中は第1歩兵師団に属して戦い、第二次世界大戦では太平洋戦線で活躍。フィリピン時代からダグラス・マッカーサー陸軍元帥の幕僚、いわゆる「バターン・ギャング」の一人としてつき従い、戦争終結後の日本における占領行政にも短期間ながらかかわった。

## 生涯

### 第一次大戦終結まで
リチャード・ジャクリーン・マーシャルは1895年6月16日、バージニア州フォークワイアー郡マークハムに、父マリオン・ルイス・マーシャルと母レベッカ・コーク・マーシャルの子として生まれる。母方の祖父であるリチャード・コーク・マーシャルは第4代連邦最高裁判所長官を務めたジョン・マーシャルの孫で、南北戦争では南軍に大佐として従軍した経験を有していた。また、アメリカ陸軍参謀総長、国務長官および国防長官を歴任したジョージ・マーシャル元帥は遠戚にあたる。弟には、中部太平洋戦線で活躍したサンジュリアン・ラヴェネル・マーシャル海兵准将がいる。
成長したマーシャルは、1907年から1911年までの間はノーフォークのノーフォーク・アカデミーで学んだ。
1911年、マーシャルはバージニア州レキシントンのバージニア軍学校に入学し、1915年に56名中8番目の成績をもって、電気工学の理学士号を修めた上で卒業した。卒業後はメリーランド州ボルチモアにある電力会社に就職し、副技師として勤務することとなる。ボルチモアでの勤務の一方でマーシャルは州兵に志願し、第4メリーランド師団に籍を置く。翌1916年6月18日、師団はアメリカとメキシコの間での国境紛争（アメリカ＝メキシコ国境戦争）に出動することとなり、マーシャルは中尉に任官して大隊付副官の任務を与えられた。次いで1916年8月、マーシャルはテキサス州イーグルパスにて正規軍への編入手続きが行われ、11月には改めて野戦砲兵隊の少尉に位置付けられる。1917年3月にはフォート・ブリス駐屯の第8野戦砲兵隊に配属された。
1917年4月、アメリカは第一次世界大戦に参戦。正規軍の規模も拡大され、マーシャルのいる第8野戦砲兵隊もオクラホマ州フォート・シルに屯所が移り、同地の第14野戦砲兵隊と合同する。5月に入り、マーシャルはアリゾナ州ダグラスに駐屯していた、正規軍の中でも古参の第6野戦砲兵隊に移り、ここで第1歩兵師団に組み込まれてアメリカ軍ヨーロッパ派遣部隊のヨーロッパ戦線への進出に備えることとなった。この時、第1歩兵師団にはリチャード・サザランドがおり、以降親しくなる。
ジョン・パーシング大将指揮の下、ヨーロッパ戦線に進出した派遣部隊とともにマーシャルも大西洋を渡り、ソワソンの戦い（1918年7月）、サン・ミッシェルの戦い（1918年9月）およびミューズ＝アルゴンヌ戦線と転戦するが、1918年11月1日にドイツ軍の砲撃を受けて負傷し、1919年3月までフランスの陸軍病院で療養することとなったが、その間、負傷から10日後に大戦は終結。マーシャルは大佐に戦時昇進し、第6野戦砲兵隊の司令官となった。

### 戦間期
アメリカに戻ったマーシャルは、アメリカ陸軍需品科に配属される。需品科でのマーシャルはコロラド州デンバーにフィッツシモンズ病院を建設し、1924年にはジョージア州のフォート・ベニングに勤務。1926年には需品学校に入学し、1927年に卒業してニュージャージー州のフォート・モンマスに移った。
1929年、マーシャルはフィリピンに派遣され、スービック湾防衛部隊の需品担当となった。コレヒドール島のフォート・ミルズに居を構え、西部からのマリンタ・トンネルの掘削工事を担当した。このトンネルは日本軍のフィリピン攻撃の際、マッカーサーの指揮所として活用された。フィリピンでの任期を終えて1932年にアメリカ本国に戻り、カンザス州フォート・レブンワースのアメリカ陸軍指揮幕僚大学とワシントンD.C.の陸軍産業大学での受講期間を1935年に終えたあと、第1軍勤務を経て1936年にはアメリカ陸軍大学校勤務となる。その後は水上輸送部隊の監督も務めた。
マーシャルはこの戦間期に、ネル・B・ムターと結婚する。2人の子をもうけたが、リチャード・J・マーシャル・ジュニアは第二次世界大戦中の1943年2月2日に亡くなった。ハリエット・マーシャルはバターン死の行進の生き残りの一人であるジョン・E・オルソンと結婚した。しかし、ネルとは1934年と死別し、1935年12月28日にアラバマ州モンゴメリーでイザベル・クラムと再婚する。イザベルは子持ちであり、義理の娘ドロシーと義理の息子ケネス・ロスコー・ラムスを家族に迎え入れたが、ラムスは1943年3月28日に死去した。
1939年、マーシャルはマッカーサーの要請により、再びフィリピンに赴く。マッカーサーの要請をマーシャルに伝えたのは旧知のサザランドであり、マーシャル自身も最初のフィリピン時代にマッカーサーとは少なからず顔を合わせていた。第二次世界大戦が勃発した9月にマニラに着任したマーシャルは、需品部門担当のほかフィリピン軍幹部の養成も担当した。当時マッカーサーの参謀長を務めていたのは、のちの大統領ドワイト・D・アイゼンハワーであったが1939年末に帰国し、その後任にサザランドが就任すると幕僚部次席となる。1941年7月にアメリカ極東陸軍が創設されると参謀次長となり、「司令官：マッカーサー、参謀長：サザランド、参謀次長：マーシャル」というこの組み合わせは後年の日本占領時代初期まで崩れることはなかった。10月には一時的に大佐に昇進し、また世界情勢の緊迫化に伴って家族を帰国させた。

### 太平洋戦争
1941年12月8日の真珠湾攻撃のあと、マーシャルは准将に昇進し、引き続き参謀次長の任にあたる。開戦直後から日本軍は空に陸に極東陸軍を圧迫し、マニラは風前の灯となった。これより先、マッカーサーはマニラを無防備都市としたうえで極東陸軍をバターン半島とコレヒドール島に籠らせる計画を立て、マニュエル・ケソンのフィリピン・コモンウェルスもコレヒドール島に移転することとなった。12月24日には退去は完了し、12月26日にはマニラの無防備都市宣言が出された。
マーシャルは連絡と輸送作業の督戦のため、日本軍が文字通り指呼の間に迫った1942年1月1日までマニラに残留ののちコレヒドール島に脱出。マーシャルの督戦の甲斐あって、マニラの主だった交通機関はバターン半島への味方部隊の輸送に全力を挙げることができた。1月5日にはマリベレスに軍司令部を建設。バターン半島に籠る極東陸軍とフィリピン軍が日本軍の攻勢を完全に止めるほど大善戦していたものの、次第に余力も尽き果てていった。マッカーサーは「英雄的抵抗」に気炎を上げ、指揮下部隊とともに運命を共にするつもりでいたが、度重なるワシントンからの指示などもあり、オーストラリアへの脱出を決心する。
脱出はジョン・D・バルクリー海軍中尉が指揮する魚雷艇隊が使用され、マッカーサーとジーン夫人、息子のアーサー、サザランドらがPT-41に、マーシャルはPT-34にフランシス・W・ロックウェル海軍少将らとともに乗り込み、3月11日夜にコレヒドール島を脱出した。一行は2日後にミンダナオ島に到達して航空機に乗り換え、3月17日にオーストラリアのダーウィンに到着した。
ダーウィンから先の移動は、ジーンが航空機での移動に気が滅入っていたため列車が使用されることとなり、またマーシャルはフィリピンへの帰還のための兵力と物資の見積もりのために先行した。アデレードに到着後、マーシャルはマッカーサーの特別列車を待ち受け、今の時点ではフィリピン奪還のための十分な兵力がないことを伝えた。この光景は、1977年公開の映画『マッカーサー』でも再現された。1942年4月18日、マッカーサーを最高司令官とする南西太平洋方面軍が創設され、サザランドやマーシャルら、マッカーサーのフィリピン脱出に同行した、いわゆる「バターン・ギャング」の面々がそのまま方面軍の幕僚にコレヒドール島時代の地位のまま収まった。マッカーサーはこののち、ニューギニアの戦いを経てフィリピン帰還を達成するが、その間マーシャルは一貫して従前のように参謀次長の地位を占め、参謀長のサザランドが所用で不在の時は参謀長代理として軍ナンバー2の仕事に就いた。フィリピン奪還がおおむね終わった1945年4月3日付でマッカーサーは太平洋戦線の全陸軍部隊の総司令官に就任したが、ナンバー2にサザランド、ナンバー3にマーシャルという顔付に変化はなかった。

### 日本占領
1945年8月15日に日本が降伏し、9月2日に戦艦「ミズーリ」艦上で日本の降伏文書調印式が行われ、マーシャルも出席した。調印式は午前中であったが、午後に入り、マーシャルは横浜税関の連合国軍最高司令部に終戦連絡事務局横浜事務局長の鈴木九萬を呼び出し、「三権を連合軍の支配下に置き、制限解除までは英語を公用語とする」、「司法権を連合軍に属させ、違反者は軍事裁判に回され極刑もありうる」、「日本円は廃止、B円を日本法定通貨とする」の、事実上直接軍政を導入することを示唆した3つの条項の履行を要求する、いわゆる「三布告」を通告した。重光葵外務大臣、終戦連絡中央事務局長官岡崎勝男らの再三の要請で、布告は表現を多少改められて直接軍政は一応は撤回されたが、館山市が9月3日から7日にかけて軍政下に置かれた。この「三布告」をめぐるやり取りが、マーシャルの日本での最初の仕事となった。
間もなく連合国軍最高司令官総司令部（GHQ）の組織整備が行われ、マッカーサーとサザランドの地位は不変だったが、GHQと南西太平洋方面軍が「同居」していた名残で参謀次長の役目が二分されることとなり、マーシャルが南西太平洋方面軍部門の参謀次長となって、GHQ部門の参謀次長には、オーストラリアからマッカーサー一行に加わったステファン・チェンバリン少将が就任した。12月に入り、かねてから不倫問題を抱え、健康もすぐれなかったサザランドが参謀長を辞してアメリカに帰国すると、その後任としてマーシャルがマッカーサーの参謀長となった。しかし、このころにはコートニー・ホイットニーら新しい世代の人物が台頭してきたこともあって、参謀長として特に目立った才幹をふるう場面はあまりなかった。翌1946年5月、マーシャルは母校であるバージニア軍学校校長のポジションを打診され内諾し、日本を離れた。
ホイットニーはマーシャルについて、マーシャルはサザランドほど権威があるわけでもないし積極的なタイプでもなく、むしろ無愛想ではあったが、それが彼の性格であったと回想している。

### 戦後・受賞歴
マーシャルは1946年11月30日に少将の地位で陸軍を退役し、以降はバージニア軍学校の第7代校長として1952年6月までその地位にあった。離任の際、マーシャルはワシントン・アンド・リー大学から法学博士 (LL.D.) の名誉学位を授与された。また、ハリー・S・トルーマン大統領からはフィリピンの経済調査を行う「ベル・ミッション」担当の、無任所大臣的な副官に任ぜられた。
バージニア軍学校校長としての最後の年、マーシャルはバージニア州から様々な便宜を図られた。第二次世界大戦終結後、マーシャルはバージニア軍学校から10万ドルから60万ドルほどの基金の供与を受け、これを元手に6年間で受け入れる士官候補生の数を300名から950名に拡大し、軍事面のみならず非軍事面の教育も充実された。士官候補生の増加に伴って教員の数も増加し、人員増加に伴う新たな兵舎も建設され、これはマーシャルの在任中に完成した。
1952年、マーシャルは脳血管障害を患って公的な活動からは引退し、以降はフロリダ州で引退生活を過ごした。1973年8月3日、マーシャルはフロリダ州フォートローダーテールで死去。78歳没。アーリントン国立墓地第7区画に埋葬され、同じ第7区画には弟のサンジュリアンも埋葬されている。
マーシャルの軍歴の中における受賞歴は、第一次世界大戦での功績でシルバースターを授与され、第二次世界大戦では殊勲十字章、陸軍殊勲章および2個のオークリーフ・クラスターが授けられた。また、フランスからはレジオンドヌール勲章オフィシエ、オランダからはオラニエ＝ナッサウ勲章グランドオフィサー、フィリピンからは殊勲星章とオークリーフ・クラスターがそれぞれ授与された。